# Juan Carlos Zabala
Juan Carlos Zabala Boyer (Rosario, 11 ottobre 1911 – Buenos Aires, 24 gennaio 1983) è stato un maratoneta argentino.

## Biografia
Vinse i 10.000 m ai campionati del Sudamerica. Ai Giochi della X Olimpiade vinse l'oro nella maratona precedendo il britannico Sam Ferris (medaglia d'argento) e il finlandese Armas Toivonen. Alle Olimpiadi di Berlino 1936 fu portabandiera per il suo paese.
Nel 1983 fu nominato "atleta argentino del secolo".

## Palmarès
| Anno | Manifestazione  | Sede        | Evento   | Risultato | Prestazione | Note            |
| ---- | --------------- | ----------- | -------- | --------- | ----------- | --------------- |
| 1932 | Giochi olimpici | Los Angeles | Maratona | Oro       | 2h31'36"    | Record olimpico |

## Altre competizioni internazionali
1931
- Oro alla Maratona internazionale della pace ( Košice) - 2h33'19"